# Torpedo (Frankfurt)
Torpedo is een historisch merk van motorfietsen.
De bedrijfsnaam was: Weil-Werke AG, later Torpedo-Werke AG, Frankfurt-Rödelheim.
Dit was een Duitse fietsenfabriek die in 1949 motorfietsen ging produceren. Men bouwde voornamelijk machines met ILO- en Sachs-tweetaktmotoren van 125-, 147- en 175 cc. De productie werd in 1956 beëindigd.
- Voor andere merken met de naam Torpedo, zie Torpedo (Barton-on-Humber) - Torpedo (Geestemünde) - Torpedo (Kolin) - Torpedo (Verenigde Staten)